# اچ‌ام‌اس پی۳۳ (۱۹۴۱)
اچ‌ام‌اس پی۳۳ (۱۹۴۱) (به انگلیسی: HMS P33 (1941)) یک زیردریایی بود که طول آن ۵۸٫۲۲ متر (۱۹۱٫۰ فوت) بود. این زیردریایی در سال ۱۹۴۱ ساخته شد.